# In the Army Now
In the Army Now ist ein Lied von Bolland & Bolland aus dem Jahr 1981. Insbesondere die Coverversion durch Status Quo im Jahr 1986 war sehr erfolgreich.

## Geschichte
Unter dem Titel You’re in the Army Now veröffentlichten Bolland & Bolland den Song im Jahr 1981. Er wurde in Finnland und Norwegen ein Nummer-eins-Hit sowie in Schweden (Platz 2) und Südafrika (Platz 9) ein Top-Ten-Hit.
Durch Status Quo wurde das Lied kommerziell deutlich bekannter. Die Veröffentlichung war am 3. Oktober 1986. In Deutschland, Österreich und Schweiz wurde der Rock-Song ein Nummer-eins-Hit.
Das Anti-Kriegslied interpretiert polemisch und auf sarkastische Weise die Vorzüge des Militärdienstes. In der Neufassung von Status Quo aus dem Jahre 2010 wurden diese Zeilen jedoch weitgehend entfernt und durch kriegsbejahende Aussagen ersetzt.
| Originaltext und Übersetzung (Auszüge) | Neufassung von Status Quo (2010) |
| --- | --- |
| "You'll be the hero of the neighbourhood, nobody knows that you've left for good" ("Du wirst der Held der Nachbarschaft sein, niemand weiß, dass du für immer fortgegangen bist")                     | "you'll be the hero of the neighbourhood counting the days 'till back for good" ("Du wirst der Held der Nachbarschaft sein, zählst die Tage, bis du wieder zurück bist") |
| "Smiling faces on the way to Nam but once you get there no-one gives a damn" ("Lächelnde Gesichter auf dem Weg nach Vietnam, doch als ihr dort seid, interessiert sich niemand einen Dreck für euch") | "smiling faces as you wait to land side by side every woman and man" ("Lächelnde Gesichter, während ihr ankommt, Männer und Frauen, Seite an Seite")                     |
| „your finger's on the trigger but it don't seem right“ („Dein Finger ist am Abzug, doch es fühlt sich nicht richtig an“)                                                                              | „your finger's on the trigger now it's time to fight“ („Dein Finger ist am Abzug und es ist Zeit, zu kämpfen!“)                                                          |

## Musikvideo
Das Musikvideo ist von der Handlung her ziemlich einfach gehalten: Die Band trägt das Lied vor, während in der Nebenhandlung zur Unterstreichung der Bedeutung des Liedes der Alltag in einer Militärakademie gezeigt wird.

## Coverversionen
- 1982: Wess
- 1986: Status Quo
- 1987: FEE (Du musst zur Bundeswehr)
- 1993: Leningrad Cowboys (Kalinka)
- 1994: Laibach
- 2000: Evils Toy
- 2001: Die Quietschboys
- 2009: Les Enfoirés (Ici les Enfoirés)
- 2010: Status Quo (geänderter Text)
- 2012: Sabaton (2016 als Digitalsingle veröffentlicht)
- 2017: Captain Jack (2017 Version)
- 2019: Fußball 2000 (Hinti Army now[10] zu Ehren des österreichischen Nationalspielers von Eintracht Frankfurt, Martin Hinteregger)
- 2021: Leo Moracchioli

## Auszeichnungen für Musikverkäufe
| Land/Region                  | Auszeichnungen für Musikverkäufe (Land/Region, Auszeichnung, Verkäufe) | Verkäufe |
| ---------------------------- | ---------------------------------------------------------------------- | -------- |
| Frankreich (SNEP)            | Gold                                                                   | 500.000  |
| Vereinigtes Königreich (BPI) | Silber                                                                 | 250.000  |
| Insgesamt                    | 1× Silber · 1× Gold ·                                                  | 750.000  |